# Виктор Валдес
Виктор Валдес Арибас (роден на 14 януари 1982) е бивш испански футболен вратар. Добива световна популярност по време на престоя му във Барселона в периода от 2002 до 2014 г., където печели всички турнири на клубно ниво. Майката на Виктор се казва Агуеда Арибас, а баща му Хосе Мануел Валдес. Валдес има двама братя, по-големият се казва Рикар и по-малъкия – Алваро.

## Професионална кариера
Виктор Валдес е свързан с Барса още като младеж на 01.07.92 г. от Синко Копас. През септември същата година той се премества с неговото семейство в Тенерифе и не се появява в клуба 3 години след това.
След бързото му доказване неговата стойност в младежкия тим на Барса Б, треньорите на клуба решават, че 2002 – 2003 г. е сезона на Валдес, за да оформи частта на първия млад отбор. В началото той се редува на вратарския пост с Роберто Бонано.
Затвърждава мястото си като титуляр, в началото на сезон 2003-2004 г.
Валдес е титуляр за Барселона до лятото на 2014 г., като през този период помага на отбора на спечели редица трофеи, най-запомнящите се от които са трите триумфа в Шампионската лига и сезон 2008-2009, през който печели всичките шест трофея, за които клуба се състезава. От началото на своята кариера той обича да ръководи защитата пред себе си. Валдес е сравняван със славния германския национал Оливър Кан.

## Личен живот
Половинката на Виктор Валдес – Йоланда Кардона, ражда на 20 август 2009 първото им дете – Дилън Валдес Кардона.

## Успехи

### Барселона
- Шампионска лига – 3 (2006, 2009, 2011)
- Суперкупа на Европа – 2 (2009, 2011)
- Световно клубно първенство – 2 (2009, 2011)
- Примера Дивисион – 6 (2005, 2006, 2009, 2010, 2011, 2013)
- Купа на Kраля – 2 (2009, 2012)
- Суперкупа на Испания – 6 (2005, 2006, 2009, 2010, 2011, 2013)

### Испания
- Световно първенство – 1 (2010)
- Европейско първенство – 1 (2012)

### Индивидуални
- Идеален отбор за годината на ESM – 1 (2011)
- Вратар на годината в Ла лига – 1 (2011)
- Трофей Рикардо Самора (5): (2005, 2009, 2010, 2011, 2012)